# Контрерас, Энтони
Энтони Даниэль Контрерас Энрикес (исп. Anthony Daniel Contreras Enríquez; род. 29 января 2000, Pavas, Сан-Хосе) — коста-риканский футболист, нападающий клуба «Рига» и сборной Коста-Рики. Участник чемпионата мира 2022 года.

## Клубная карьера
Контрерас — воспитанник клуба «Эредиано». 15 января 2017 года в матче против «Белена» он дебютировал в чемпионате Коста-Рики. Летом 2019 года Контрерас для получения игровой практики на правах аренды перешёл в «Универсидад де Коста-Рика». 21 июля в матче против «Эредиано» он дебютировал за новую команду. 25 июля в поединке против «Сан-Карлоса» Энтони забил свой первый гол за «Универсидад де Коста-Рика». 
В начале 2020 года Контрерас был арендован «Мунисипаль Гресия». 16 января в матче против «Сантос де Гуапилес» он дебютировал за новый клуб. 26 января в поединке против «Перес-Селедон» Энтони сделал дубль, забив свои первые голы за «Мунисипаль Гресия». 
Летом того же года Контрерас на правах аренды перешёл в «Гуадалупе». В матче против «Эредиано» он дебютировал за новый клуб. В этом же поединке Энтони забил свой первый гол за «Гуадалупе». По окончании аренды Контрерас вернулся в «Эредиано». 21 января 2021 года в поединке против своего бывшего клуба «Мунисипаль Гресия» Энтони забил свой первый гол за команду. Летом 2021 года Контрерас вновь на правах аренды перешёл в «Гуанакастека». 28 июля в матче против «Спортинг Сан-Хосе» он дебютировал за новую команду. 15 августа в поединке против «Сантос де Гуапиле»с Энтони забил свой первый гол за «Гуанакастека». По окончании аренды Контрерас вернулся в «Эредиано». 16 сентября 2022 года в матче Лиги чемпионов КОНКАКАФ против гондурасского «Реал Эспанья» он забил гол. 
В июле 2023 года Контрерас перешёл в латышский клуб «Рига», с которым подписали контракт до конца 2026 года. Сумма трансфера составила порядка миллиона евро. 23 июля в матче против «Тукумс 2000» он дебютировал в чемпионате Латвии. 30 июля в поединке против «Даугавпилса» Энтони забил свой первый гол за «Ригу». 

## Международная карьера
13 ноября 2021 года в отборочном матче чемпионата мира 2022 против сборной Канады Контрерас дебютировал за сборную Коста-Рики. 27 марта 2022 года в отборочном поединке против сборной Сальвадора Энтони забил свой первый гол за национальную команду. В том же году Контрерас принял участие в чемпионате мира в Катаре. На турнире он сыграл в матчах против команд Испании, Японии и Германии.
В 2023 году Контрерас принял участие в Золотом кубке КОНКАКАФ. На турнире он сыграл в матчах против сборных Панамы, Сальвадора, Мартиники и Мексики. В поединке против мартиникцев Энтони забил гол.

### Голы за сборную Коста-Рики
| # | Дата          | Место                                       | Противник | Счёт | Результат | Соревнование                     |
| - | ------------- | ------------------------------------------- | --------- | ---- | --------- | -------------------------------- |
| 1 | 27 марта 2022 | Эстадио Кускатлан, Сан-Сальвадор, Сальвадор | Сальвадор | 0:1  | 1:2       | Чемпионат мира 2022 квалификация |
| 2 | 30 марта 2022 | Национальный стадион, Сан-Хосе, Коста-Рика  | США       | 2:0  | 2:0       | Чемпионат мира 2022 квалификация |
| 3 | 25 марта 2023 | Стейд Пьер Алике, Фор-де-Франс, Мартиника   | Мартиника | 1:2  | 1:2       | Лига наций КОНКАКАФ 2022/2023    |
| 4 | 4 июля 2023   | Ред Булл Арена, Хьюстон, США                | Мартиника | 5:1  | 6:4       | Золотой кубок КОНКАКАФ 2023      |